# Tuffi ai XV Giochi asiatici
I concorsi dei tuffi ai XV Giochi asiatici si sono svolti a Doha in Qatar dal 10 al 14 dicembre 2006 presso il Centro Acquatico Hamad.

## Partecipanti
Ai concorsi hanno partecipato 62 atleti provenienti da 13 distinte naziononi.
- Cina (14)
- Taipei cinese (3)
- Giappone (8)
- Kuwait (2)
- Macao (4)
- Malaysia (6)
- Corea del Nord (4)

- Filippine (6)
- Qatar (3)
- Corea del Sud (4)
- Thailandia (3)
- Uzbekistan (1)
- Vietnam (4)

## Podi

### Uomini
| Evento                     | Oro                     | Perform. | Argento                                   | Perform. | Bronzo                                     | Perform. |
| Tuffi individuali          |                         |          |                                           |          |                                            |          |
| Trampolino 1m (dettagli)   | Luo Yutong              |          | Qin Kai                                   |          | Ken Terauchi                               |          |
| Trampolino 3m (dettagli)   | He Chong                |          | Luo Yutong                                |          | Ken Terauchi                               |          |
| Piattaforma 10m (dettagli) | Lin Yue                 |          | Zhou Lüxin                                |          | Kim Chon-man                               |          |
| Tuffi sincronizzati        |                         |          |                                           |          |                                            |          |
| Trampolino 3m (dettagli)   | Cina Wang Feng He Chong |          | Malaysia Rossharisham Roslan Yeoh Ken Nee |          | Corea del Sud Kwon Kyung-min Cho Kwan-hoon |          |
| Piattaforma 10m (dettagli) | Cina Lin Yue Huo Liang  |          | Corea del Nord Ri Jong-nam Kim Chon-man   |          | Corea del Sud Kwon Kyung-min Cho Kwan-hoon |          |

### Donne
| Evento                     | Oro                       | Perform. | Argento                                | Perform. | Bronzo                                  | Perform. |
| Tuffi individuali          |                           |          |                                        |          |                                         |          |
| Trampolino 1m (dettagli)   | Wu Minxia                 |          | He Zi                                  |          | Elizabeth Jimie                         |          |
| Trampolino 3m (dettagli)   | Wu Minxia                 |          | He Zi                                  |          | Leong Mun Yee                           |          |
| Piattaforma 10m (dettagli) | Wang Xin                  |          | Chen Ruolin                            |          | Hong In-sun                             |          |
| Tuffi sincronizzati        |                           |          |                                        |          |                                         |          |
| Trampolino 3m (dettagli)   | Cina Guo Jingjing Li Ting |          | Giappone Guo Jingjing Li Ting          |          | Malaysia Leong Mun Yee Elizabeth Jimie  |          |
| Piattaforma 10m (dettagli) | Cina Jia Tong Chen Ruolin |          | Giappone Misako Yamashita Mai Nakagawa |          | Corea del Nord Hong In-sun Choe Kum-hui |          |

## Medagliere
| Class | Nazione        | Oro | Argento | Bronzo | Totale |
| ----- | -------------- | --- | ------- | ------ | ------ |
| 1     | Cina           | 10  | 6       | 0      | 16     |
| 2     | Giappone       | 0   | 2       | 2      | 4      |
| 3     | Malaysia       | 0   | 1       | 3      | 4      |
| 3     | Corea del Nord | 0   | 1       | 3      | 4      |
| 5     | Corea del Sud  | 0   | 0       | 2      | 2      |
| Total | Total          | 10  | 10      | 10     | 30     |